# Epiphellia capitata
Epiphellia capitata is een zeeanemonensoort uit de familie Isophelliidae.
Epiphellia capitata is voor het eerst wetenschappelijk beschreven door Willsmore in 1911.